# Fiber Jet Industries
Fiber Jet Industries Inc. war ein US-amerikanischer Hersteller von Automobilen und Kit Cars.

## Unternehmensgeschichte
Das Unternehmen wurde am 31. Juli 1975 in Roseville in Kalifornien gegründet. Zum Zeitraum der Fahrzeugproduktion gibt es unterschiedliche Angaben: von 1984 bis 1986, ab etwa 1994 bis unbekannt oder von 1970 bis 2008. Der Markenname lautete Fiber Jet, in einer Quelle Fiber-Jet geschrieben.

## Fahrzeuge
Im Angebot standen Kit Cars. Die meisten basierten auf einem Fahrgestell vom VW Käfer. Neben üblichen VW-Buggies wie den Beach Comber, Cobra Buggy, Enos 500 und Rough Terrain gab es den einfacheren Sand Hopper sowie den Super T, der teilweise an den Ford Modell T erinnerte.
Der Chop Top auf Käfer-Basis hatte eine Karosserie aus Fiberglas und ein niedrigeres Dach.
Premier und Brauossa waren Umbauten des Porsche 914, die dem Ferrari Testarossa ähnlich sahen.
Der 59 war ein Nachbau des Porsche 959 auf Basis von Porsche 911 oder Porsche 912.